# Lanius minor
L'averla minore o averla cenerina (Lanius minor Gmelin, 1788) è un uccello passeriforme della famiglia Laniidae.

## Etimologia
Il nome scientifico della specie, minor, deriva dal latino e rappresenta un riferimento alle dimensioni minori di questi uccelli rispetto alla maggior parte delle altre averle con le quali condivide l'areale: il nome comune altro non è che la traduzione di quello scientifico e non deve generare confusione con l'affine averla piccola.

## Descrizione

### Dimensioni
Misura 19-23 cm di lunghezza, per 41-61.6 g di peso.

### Aspetto

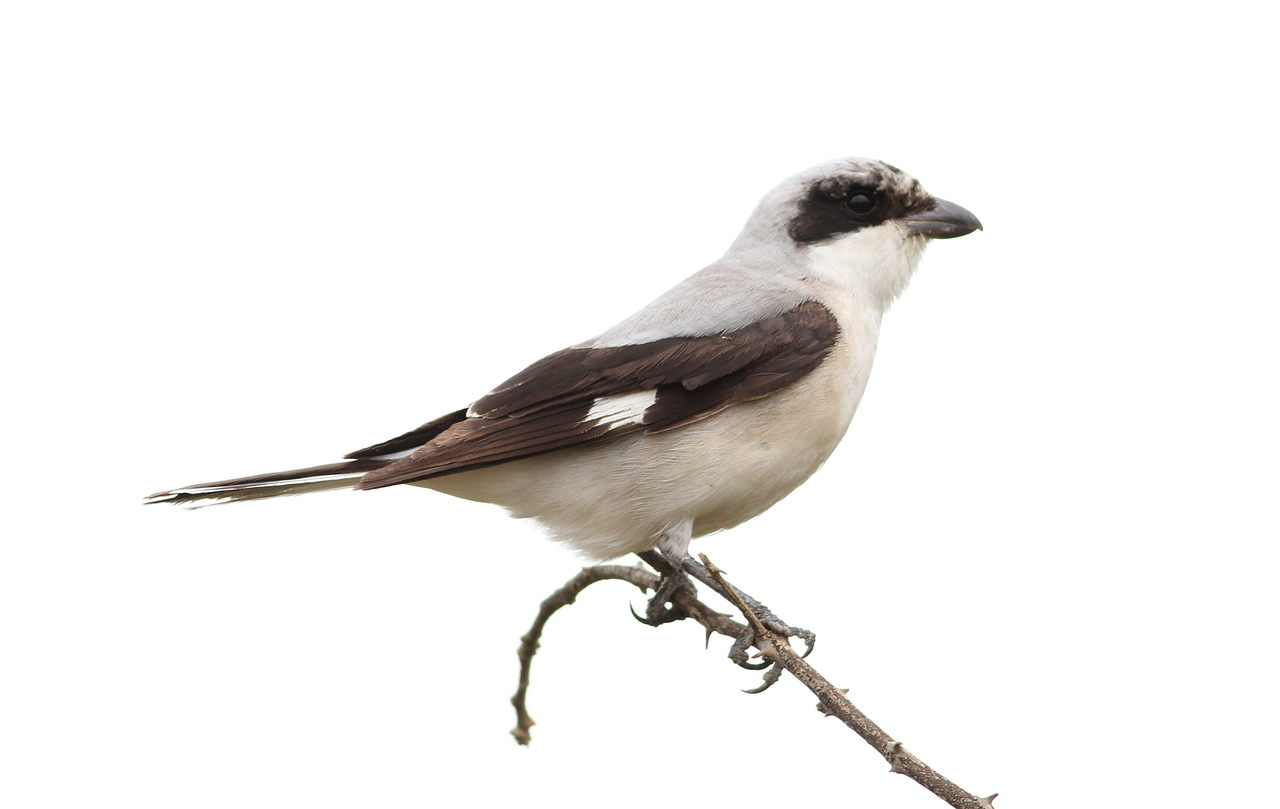
Esemplare a Pilanesberg.

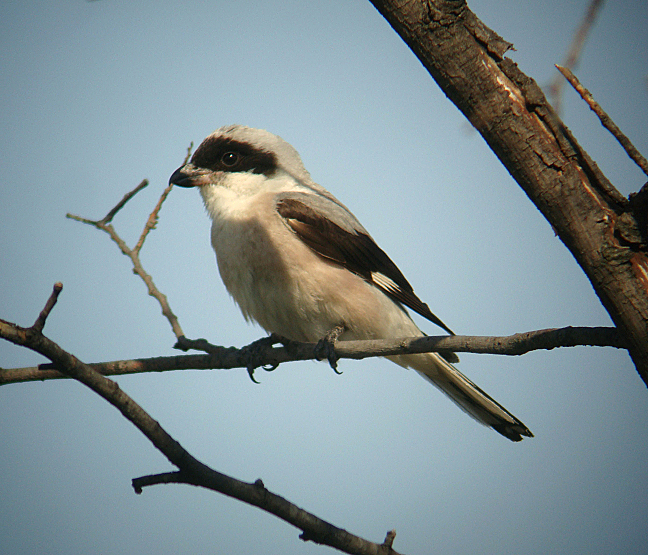
Esemplare a Bugyi.

Si tratta di uccelli dall'aspetto robusto, muniti di grossa testa ovale e allungata, becco robusto e piuttosto corto dall'estremità adunca, ali piuttosto lunghe rispetto alle altre averle, forti zampe artigliate e coda non molto lunga e dall'estremità vagamente romboidale. Nel complesso, l'averla cenerina ricorda molto l'averla maggiore, dalla quale può essere distinta per la taglia inferiore, la mascherina facciale più ampia e le sfumature rosate del ventre.
Il piumaggio si presenta di color grigio cenere su vertice, nuca, dorso, scapolare e codione: gola, petto, ventre, fianchi e sottocoda sono di colore bianco, puro solo su quest'ultimo e sulla prima, mentre negli adulti il petto ed il ventre tendono a presentare sfumature tendenti al rosato. Le ali e la coda sono di colore nero, con la base e la punta di quest'ultima e la base delle remiganti che mostrano uno specchio di colore bianco, più ampio nelle remiganti primarie e via via meno esteso nelle secondarie: nera è anche la mascherina facciale, che dai lati del becco raggiunge l'area periauricolare coprendo anche la fronte.

Come nelle altre averle, anche l'averla cenerina presenta dimorfismo sessuale, anche se non estremamente accentuato: nelle femmine la mascherina facciale presenta sfumature brune, presenti anche nel grigio dorsale, mentre le sfumature rosa dell'area ventrale sono assai meno accentuate.
In entrambi i sessi il becco e le zampe sono di colore nerastro, il primo con base più chiara, specialmente sulla mandibola inferiore: gli occhi si presentano invece di colore bruno scuro.

## Biologia

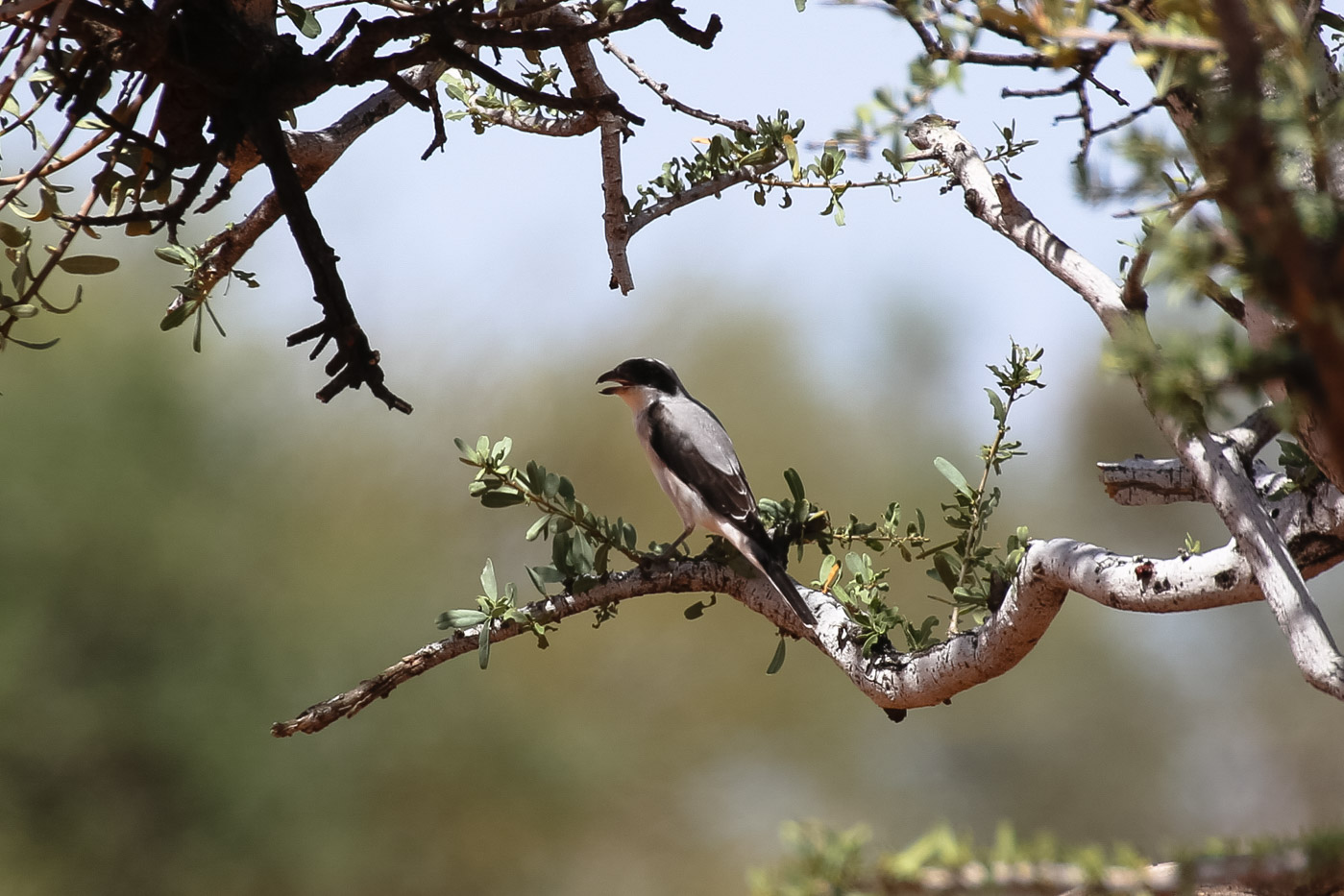
Esemplare canta in Namibia.

L'averla cenerina è un uccello dalle abitudini di vita diurne generalmente solitarie (sebbene sia possibile osservarne coppie o persino piccoli gruppi, di consistenza inferiore rispetto alle 5-6 unità) e piuttosto territoriale, che delimita un proprio territorio che viene accanitamente difeso da intrusi conspecifici: ciò avviene anche durante la migrazione invernale, quando l'estensione dei territori è minore e la loro stessa esistenza è temporanea.

Questi uccelli passano la maggior parte della giornata appollaiati su un posatoio in evidenza all'interno del proprio territorio, allo scopo di poter osservare i dintorni alla ricerca di potenziali intrusi da redarguire o scacciare oppure di potenziali prede di passaggio da attaccare al fine di cibarsene.
Queste averle comunicano mediante richiami chioccolanti e piuttosto simili a quelli delle gazze: il canto in sé è invece semplice, cinguettante e ripetitivo, ma l'animale provvede ad arricchirlo con imitazioni dei canti di altre specie di uccelli.

### Alimentazione
L'averla cenerina è un uccello quasi esclusivamente insettivoro: questi uccelli si cibano infatti essenzialmente di grossi insetti (farfalle e falene, ortotteri, grossi ditteri), ma anche di altri invertebrati quali millepiedi e ragni e, sebbene sporadicamente, anche di piccoli vertebrati. Altrettanto raramente essi si cibano di materiale di origine vegetale, come ciliegie, fichi e bacche.
Questi animali cacciano a vista, passando lunghi periodi appollaiati su posatoi dai quali possono godere di una buona visuale sui dintorni: all'apparire di una potenziale preda, l'animale plana su di essa dall'alto o la cattura in volo, dilaniandola col forte becco e ritornando sul proprio posatoio per potersene cibare con calma.
Sebbene come tutte le averle anche questa specie possa impalare il proprio cibo su spine di rovo o filo spinato, tale comportamento nell'averla cenerina è osservabile solo raramente, in genere quando il surplus di cibo è eccessivo: verosimilmente, tale caratteristica è dovuta al fatto che questa specie vive in simpatria con altre averle più grandi e aggressive, le quali potrebbero saccheggiare indisturbate le eventuali riserve di cibo.

### Riproduzione

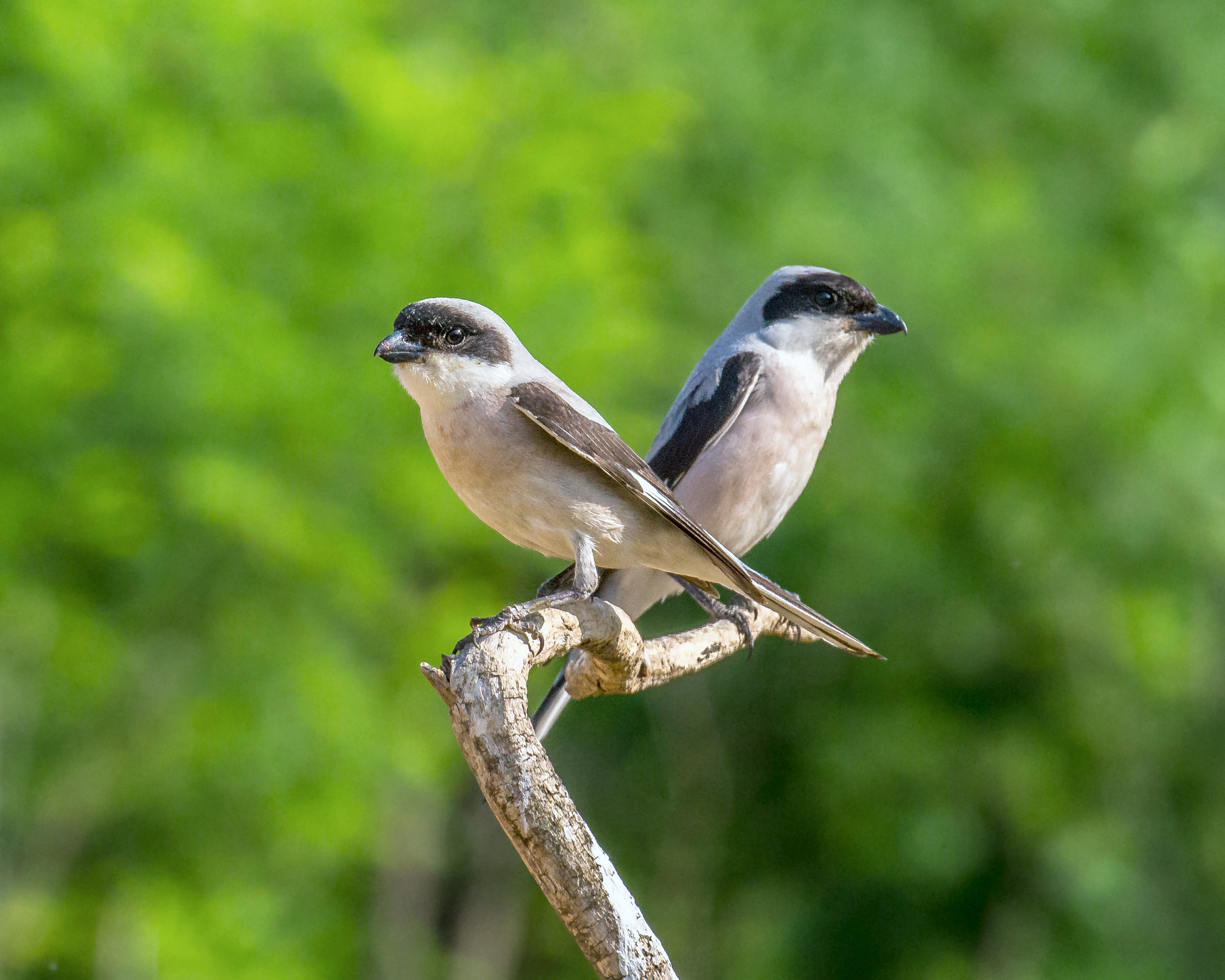
Coppia in Ungheria.

Si tratta di uccelli monogami, che cominciano generalmente a riprodursi in maggio: durante la stagione degli amori viene solitamente portata avanti una singola covata, ma qualora la prima vada perduta può essere iniziato un nuovo evento riproduttivo.

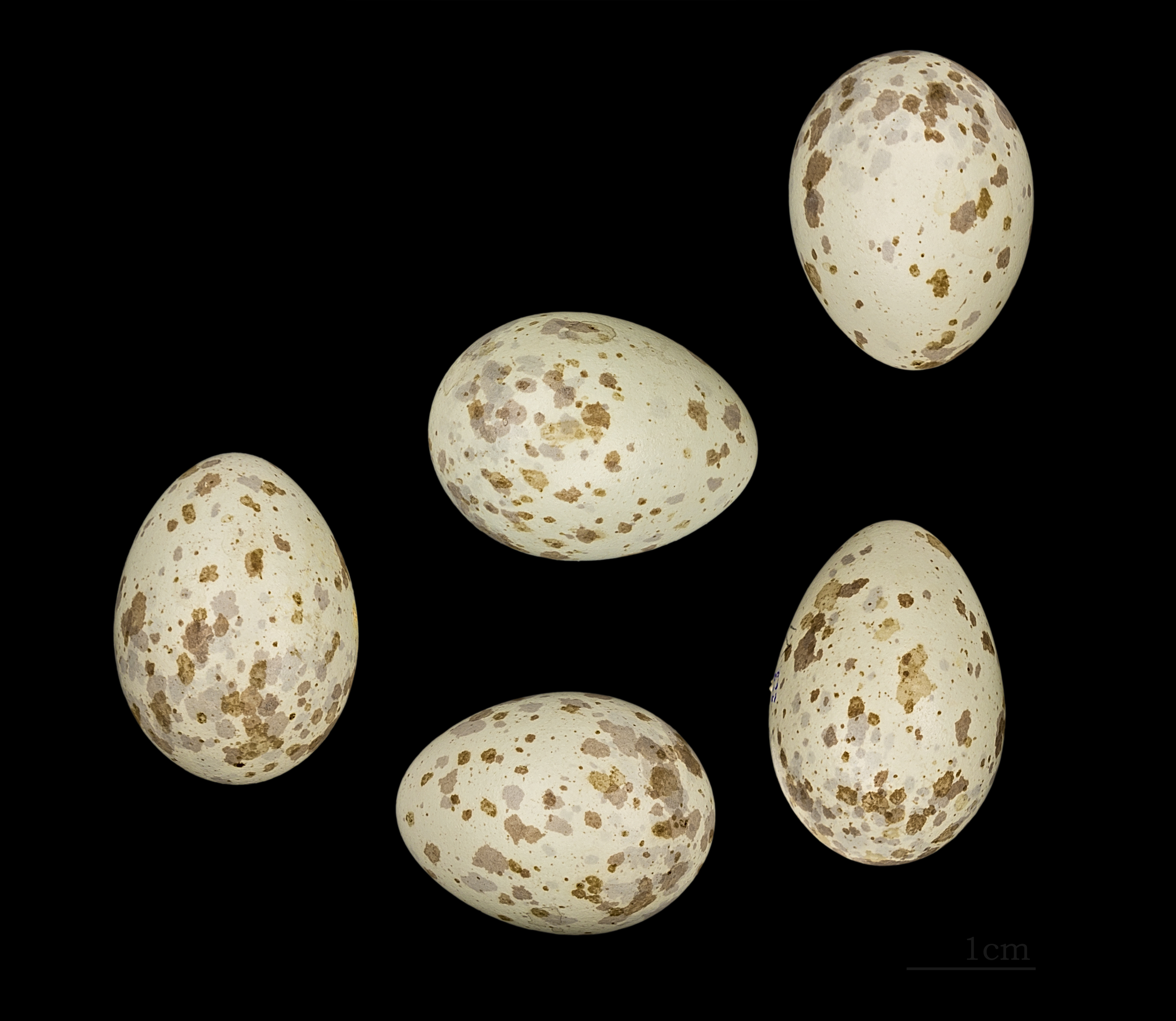
Uova al museo di Tolosa.

Il nido, a forma di coppa e piuttosto grossolano, viene costruito da ambedue i sessi, intrecciando rametti e steli di canapicchia, timo selvatico e bambagia e foderando l'interno con ciuffi di pelo e lanugine, radichette, penne e piumino: il nido viene costruito a 4-10 m d'altezza, ubicandolo di preferenza su un albero piuttosto isolato sul limitare di un bosco.
All'interno del nido, la femmina depone 5-7 uova di colore azzurrino con sparsa maculatura brunastra concentrata sul polo ottuso: sussiste tuttavia una certa variabilità nella colorazione delle uova, alcune delle quali possono essere di color crema o rosato.

Le uova vengono covate da ambedue i partner (con netta prevalenza della femmina) per circa 15 giorni, al termine dei quali schiudono pulli ciechi ed implumi: essi vengono accuditi ed imbeccati a turno da ambedue i genitori, involandosi già a circa due settimane dalla schiusa e rendendosi indipendenti immediatamente dopo.

## Distribuzione e habitat

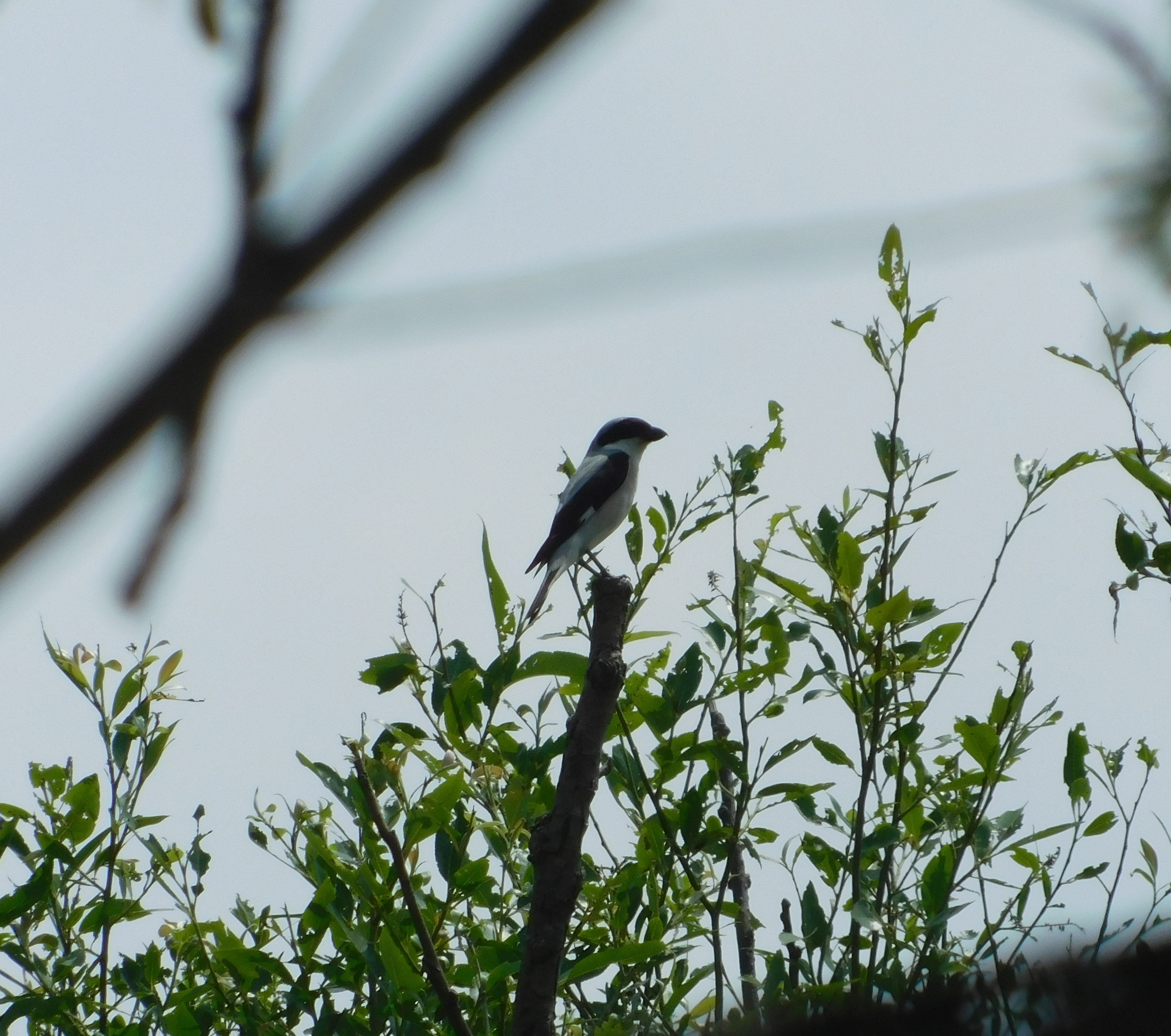
Esemplare in Serbia.

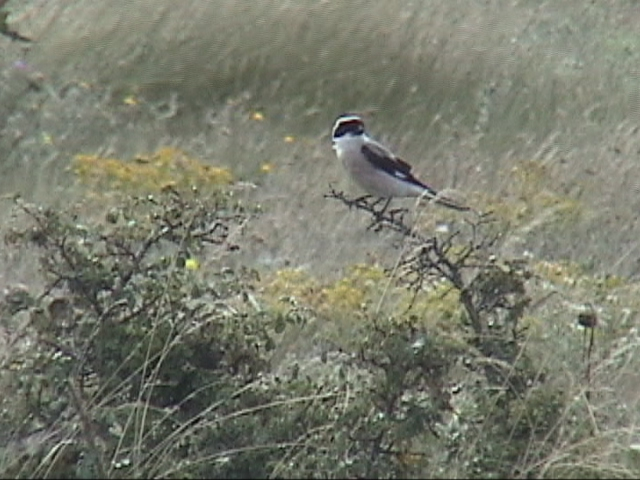
Esemplare a Kaliakra.

L'averla cenerina è un uccello migratore, che durante il periodo estivo boreale popola un areale che va dal Piemonte (con popolazioni frammentarie anche più ad ovest, in Spagna nord-orientale e Francia meridionale) all'Altaj ed all'estremo nord-ovest dell'Uiguristan attraverso la penisola balcanica fino alla Grecia settentrionale, l'Europa orientale a nord fino alla Lituania meridionale, la Russia europea, la Siberia occidentale, il Caucaso, l'Anatolia, il nord del Levante (Libano, Siria settentrionale e nord-occidentale, Kurdistan e Iraq settentrionale) e parte dell'Asia centrale (nord ed est del Kazakistan, Turkmenistan ed Afghanistan settentrionali, Azerbaigian e nord-ovest dell'Iran): con l'approssimarsi della stagione fredda, invece, questi uccelli migrano verso sud raggiungendo i siti di svernamento in Africa meridionale (dal sud dell'Angola al Mozambico sud-occidentale e a sud fino al Sudafrica centrale). Apparentemente, le popolazioni dell'estremità orientale dell'areale occupato dalla specie rimarrebbero almeno parzialmente stanziali, riproducendosi in situ.

In Italia, la specie è presente in maniera discontinua in tutta la penisola e in Sicilia, con le popolazioni più consistenti in Pianura Padana e nell'Appennino meridionale. Molto rara in Calabria, dove sui monti della Sila è stata registrata la nidificazione alla quota più elevata nota in Italia .
L'habitat di questi uccelli è costituito dai terreni aperti con presenza di macchie alberate o cespugliose: in Italia è possibile osservarli fino a 900 m di quota.

## Tassonomia

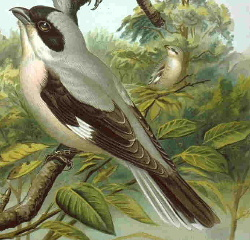
Illustrazione di un lanius minor

Fino a tempi recenti veniva riconosciuta una sottospecie turanicus diffusa nella porzione orientale dell'areale occupato dalla specie, grossomodo a est degli Urali: sebbene alcuni autori continuino a riconoscere la sottospecie come valida, le differenze rispetto alla sottospecie nominale sembrerebbero limitarsi solamente alla colorazione più pallida, sicché si preferisce considerare l'averla cenerina come specie monotipica.

## Conservazione
Secondo la lista rossa IUCN, questa specie è considerata come a rischio minimo di estinzione (Least Concern).
In virtù della consistente diminuzione numerica di questi uccelli nel continente europeo nel corso degli ultimi decenni (verosimilmente dovuta a una combinazione di riduzione dell'habitat e di una sequenza di estati umide con conseguente diminuzione delle prede), l'averla cenerina viene indicata come vulnerabile nell'appendice I della Direttiva Uccelli della Commissione Europea.
È inoltre specie protetta ai sensi della legge 157/92.